# Jenny Schmidgall-Potter
Jennifer Lynn Schmidgall-Potter, geb. Schmidgall, (* 12. Januar 1979 in Edina, Minnesota) ist eine ehemalige US-amerikanische Eishockeyspielerin, die mit der Nationalmannschaft der USA die Goldmedaille bei den Olympischen Winterspielen 1998, die Silbermedaille bei den Winterspielen 2002 und 2010 sowie die Bronzemedaille bei den Winterspielen 2006 gewonnen hat. Parallel spielte sie zwischen 2006 und 2011 für die Minnesota Whitecaps in der Western Women’s Hockey League.

## Karriere

### NCAA
Jenny Schmidgall-Potter spielte insgesamt vier Jahre College-Eishockey innerhalb der NCAA, davon drei Jahre für die University of Minnesota Duluth (UMD Bulldogs) und ein Jahr für die University of Minnesota. Während dieser Zeit sammelte sie so viele Scorerpunkte für die UMD Bulldogs wie keine andere Spielerin zuvor oder nach ihr. Zudem wurde sie mehrfach ins All-American-Team und 2009 in das WCHA All-Decade-Team gewählt. 2004 beendete sie ihr Studium mit einem Bachelor of Business Administration.
Nach ihrer College-Karriere nahm Potter an der Olympiavorbereitung mit der Nationalmannschaft teil.

### Minnesota Whitecaps
Während der Saison 2006/07 debütierte Schmidgall-Potter für die Minnesota Whitecaps in der Western Women’s Hockey League. Mit den Whitecaps gewann sie 2009 die Meisterschaft der WWHL und wurde als wertvollste Spielerin ausgezeichnet. Ein Jahr später gewann sie mit ihrem Team die wichtigste Trophäe im Profi-Fraueneishockey, den Clarkson Cup.

### International

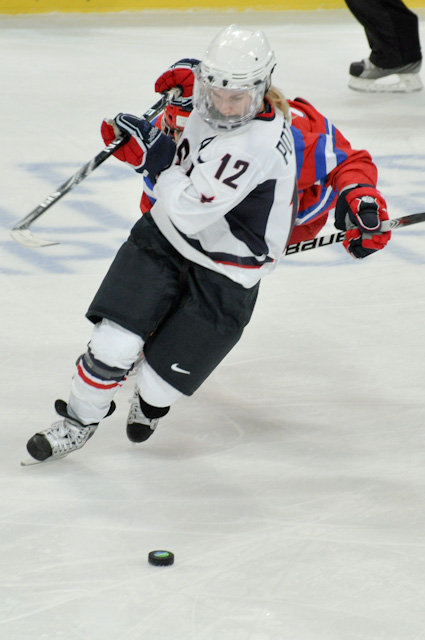
Jenny Schmidgall-Potter entkommt einer russischen Abwehrspielerin bei den Olympischen Winterspielen 2010

Jenny Schmidgall-Potter begann früh in ihrer Karriere, die Vereinigten Staaten international zu vertreten. So gehörte sie den Nachwuchsnationalmannschaften der USA an. 1997 debütierte sie beim 3 Nations Cup für die Frauen-Nationalmannschaft und gehörte fortan zum Stammkader bei Weltmeisterschaften und den Turnieren des 3/4 Nations Cup. 1998 wurde sie zudem in den Kader für die Olympischen Winterspiele in Nagano berufen und gewann im Alter von 19 Jahren, als zweitjüngste ihres Teams, die Goldmedaille beim erstmals ausgetragenen Fraueneishockey-Turnier. Sie nahm an drei weiteren olympischen Winterspielen teil, bei denen sie zwei Silber- und eine Bronzemedaille gewann. Zudem lief sie (bis 2012) bei insgesamt zehn Weltmeisterschaften auf und erreichte insgesamt vier Gold- und sechs Silbermedaillen.

### Als Trainerin
Zwischen 2004 und 2013 arbeitete Potter als Assistenztrainerin ihres Mannes Rob im US-Highschool-Bereich. Anschließend wurde sie Cheftrainerin am Trinity College, 2015 dann an der Ohio State University.
In der Saison 2017/18 war Potter Cheftrainerin der slowakischen Eishockeynationalmannschaft der Frauen und erreichte mit dieser bei der 2018 den 6. Platz in der Division IA.

## Erfolge und Auszeichnungen
- 2000 Spieler des Jahres der WCHA[1]
- 2000 All-WCHA First Team
- 2000 Topscorerin der NCAA (41 Tore, 52 Assists, 93 Punkte)[1]
- 2009 WCHA Team of the 1st Decade[1]
- 2009 WWHL-Meisterschaft mit den Minnesota Whitecaps
- 2009 Wertvollste Spielerin der WWHL
- 2010 Clarkson-Cup-Gewinn mit den Minnesota Whitecaps
- 2010 USA Hockey Women’s Player of the Year Award (Bob Allen Women’s Player of the Year Award)[6]

### International
| - 1998 Goldmedaille bei den Olympischen Winterspielen - 1999 Silbermedaille bei der Weltmeisterschaft - 1999 Beste Stürmerin der Weltmeisterschaft - 2000 Silbermedaille bei der Weltmeisterschaft - 2001 Silbermedaille bei der Weltmeisterschaft - 2002 Silbermedaille bei den Olympischen Winterspielen - 2004 Silbermedaille bei der Weltmeisterschaft - 2005 Goldmedaille bei der Weltmeisterschaft - 2006 Bronzemedaille bei den Olympischen Winterspielen | - 2007 Silbermedaille bei der Weltmeisterschaft - 2008 Goldmedaille bei der Weltmeisterschaft - 2009 Goldmedaille bei der Weltmeisterschaft - 2010 Silbermedaille bei den Olympischen Winterspielen - 2010 All-Star-Team bei den Olympischen Winterspielen - 2011 Goldmedaille bei der Weltmeisterschaft - 2012 Silbermedaille bei der Weltmeisterschaft - 2020 Aufnahme in die United States Hockey Hall of Fame |

## Privat
Jenny Schmidgall heiratete Rob Potter im Jahre 2001 und ist Mutter von zwei Kindern. Während der Saison 2000/01 pausierte sie vom College-Eishockey und brachte ihre Tochter Madison zur Welt. Ihr Sohn Cullen wurde 2007 geboren. Mit ihrem Ehemann Rob organisiert Jenny Schmidgall-Potter im Sommer Eishockey-Trainingslager unter dem Namen „Potter’s Pure Hockey“.

## Karrierestatistik

### Nationale Wettbewerbe
Quelle: WWHL; WINIH

### International
Quelle: WINIH
(Legende zur Spielerstatistik: Sp oder GP = absolvierte Spiele; T oder G = erzielte Tore; V oder A = erzielte Assists; Pkt oder Pts = erzielte Scorerpunkte; SM oder PIM = erhaltene Strafminuten; +/− = Plus/Minus-Bilanz; PP = erzielte Überzahltore; SH = erzielte Unterzahltore; GW = erzielte Siegtore; 1 Play-downs/Relegation; Kursiv: Statistik nicht vollständig)